# 男妇女主任
《男妇女主任》，是1999年中国上映的一部电影，由张惠中執導，张继、何庆魁编剧， 赵本山、宋丹丹等主演的喜剧向電影。影片主要讲述一个村落为了应对上边检查，故意让全村举行一些活动，但是最后村里人却因为这些事情而让彼此关系更加亲密。

## 電影內容
劉一本为了让村落更加有名气，再加上其妻子因为一些原因而不愿意当村婦女主任。于是他决定暂时担任当村婦女主任，并用一些方式来应对上边的检查。
虽说他们准备了很多次，上边的人都没过来检查，但是村民们却因为多次参与了这个活动而导致彼此的关系更加亲密了。

## 演员表
- 赵本山
- 宋丹丹
- 梁天
- 白珊
- 张洪杰
- 范伟
- 李菁菁

## 所获奖项
- 1999年：
  - 第5屆中國電影華表獎中，该作获得優秀故事片獎，趙本山凭借该作優秀男演員獎，張繼、何慶魁、趙德平获得優秀編劇獎。
  - 第22屆大眾電影百花獎中，该作获得最佳故事片獎，赵本山凭借该作获得最佳男演員獎。[6]
  - 第19屆中國電影金雞獎中，張洪傑获得最佳男配角獎提名。[7]
  - 在精神文明建設“五個一工程”，该作獲獎。[8]
  - 2008年
  - 第9屆中國長春電影節中，该作品获得農村題材影片獎。

## 其他
- 影片是根據一個評劇的本子改編。并且在上映之前，主创团队做过宣传。[9]
- 该片在当时受到了很多观众的喜爱。

## 備註
1. ↑  .   [2022-09-24]. （原始内容存档于2022-09-28）.
2. ↑  .   [2022-09-24]. （原始内容存档于2022-09-28）.
3. ↑  .   [2022-09-24]. （原始内容存档于2022-09-24）.
4. ↑  .   [2022-09-24]. （原始内容存档于2022-09-27）.
5. ↑  .   [2022-09-24]. （原始内容存档于2022-09-24）.
6. ↑  .   [2022-09-24]. （原始内容存档于2022-09-28）.
7. ↑  .   [2022-09-24]. （原始内容存档于2022-09-24）.

## 外部連結
- 豆瓣电影上《男妇女主任》的資料 （简体中文）
- 互联网电影数据库（IMDb）上《男妇女主任》的资料（英文）